# Tegalgirang
Tegalgirang is een bestuurslaag in het regentschap Indramayu van de provincie West-Java, Indonesië. Tegalgirang telt 3696 inwoners (volkstelling 2010).